# Władimir Legoszyn
Władimir Grigorjewicz Legoszyn (ros. Влади́мир Григо́рьевич Лего́шин; ur. 27 maja 1904 w Baku, zm. 21 grudnia 1954 w Moskwie) – radziecki reżyser filmowy i scenarzysta. Laureat Nagrody Stalinowskiej.

## Wybrana filmografia

### Reżyseria
- 1934: Nowi ludzie
- 1937: Samotny żagiel
- 1939: Szedł żołnierz z frontu
- 1945  Pojedynek

### Scenariusz
- 1928: Koronki
- 1930: Plan wielkich robót